# 赫雷博卡

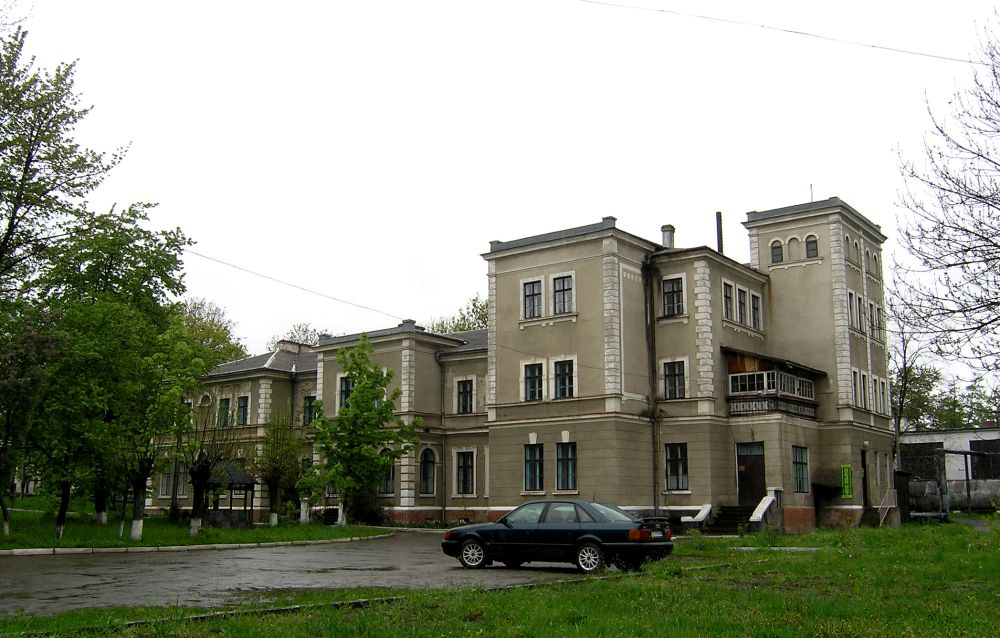
2008年时的赫雷博卡

赫雷博卡（烏克蘭語：Глибока）又譯為格雷博卡亚，是烏克蘭西南部切爾諾夫策州切尔诺夫策区赫雷博卡市镇内的市級鎮及行政中心，亦曾是原赫雷博卡区的行政中心；始建於1438年，面積6.47平方公里，海拔高度342米，2013年人口9,465人，人口密度每平方公里1,462.91人。

## 外部連結
- . © 2007-2008 Piatra-Neamt.net.   [2009-09-27]. （原始内容存档于2009-11-16）. 外部链接存在于|publisher= (帮助)
- Train in Hlyboka （页面存档备份，存于）
- Old photos of Hlyboka